# Samira Sydykowa

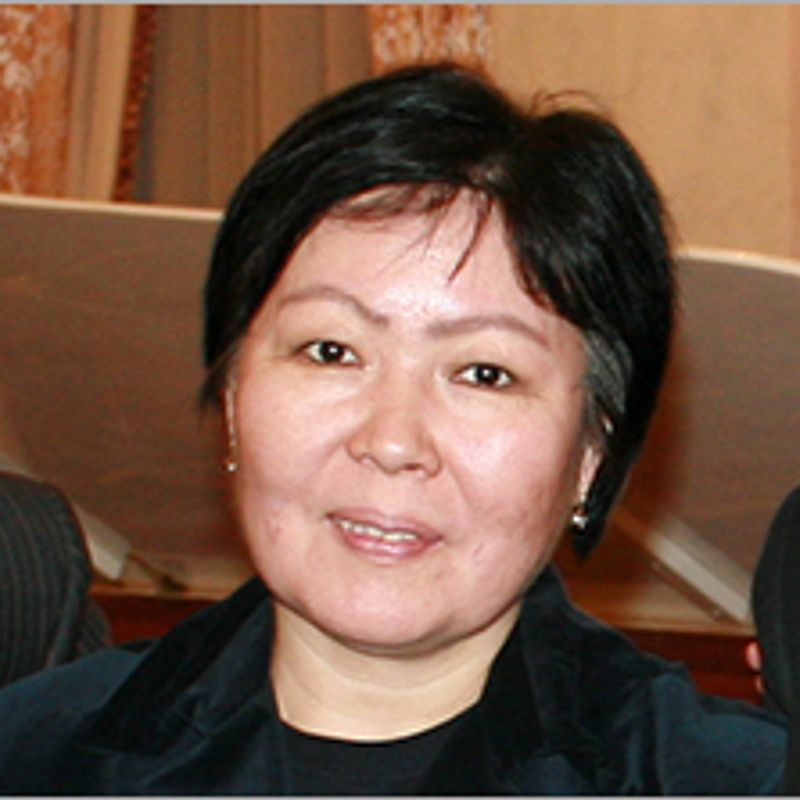
Sydykowa als Botschafterin in Washington, D.C. im Jahr 2008

Samira Sydykowa (kirgisisch und russisch Замира Сыдыкова, * 23. November 1960 in Frunse, Kirgisische SSR, heute Bischkek, Kirgisistan) ist eine kirgisische Journalistin und Diplomatin.

## Karriere

### Ausbildung
Sydykowa wurde in Frunse, der damaligen Hauptstadt der Kirgisischen Sozialistischen Sowjetrepublik und jetzigen Hauptstadt Kirgisistans unter den Namen Bischkek, geboren. Nach ihrem Schulabschluss studierte sie Sprachwissenschaft und Literatur in Bischkek und graduierte 1981 mit einem Bachelor-Abschluss. Daraufhin ging Sydykowa nach Moskau und studierte an der Lomonossow-Universität Moskau, wo sie 1986 mit einem Master in Journalismus graduierte. Nach ihrem Abschluss in Moskau kehrte sie nach Kirgisistan zurück, wo sie unter anderem als Journalistin für die Zeitung der kirgisischen Komsomol tätig war.

### Journalistische Tätigkeit
Nach dem Zerfall der Sowjetunion und der Unabhängigkeit Kirgisistans im Jahr 1991 verlor Sydykowa ihre bisherige Anstellung als Journalistin. Daraufhin gründete sie im Jahr 1992 die Zeitung Res Publica (dt.: Republik) und damit die erste unabhängige Zeitung Kirgisistans. Als Gründerin und Chefredakteurin etablierte sie einen kritischen Journalismus gegenüber dem ersten Präsidenten Kirgisistans, Askar Akajew, und setzte sich für Meinungs- und Pressefreiheit in Kirgisistan ein. Im zunehmend autoritären System unter Präsident Akajew stellten Sydykowa und ihre Zeitung bald eine Bedrohung für die Regierung und den Präsidenten dar, der bestrebt war, die Meinungsfreiheit in Kirgisistan weiter einzuschränken. Infolgedessen begann im Jahr 1993 die verstärkte Beobachtung der Zeitung durch staatliche Behörden, die auf ein Verbot der kritischen Zeitung abzielte. 1995 kam es zu einem ersten Gerichtsverfahren gegen Sydykowa, in dem diese der Verleumdung des Präsidenten schuldig gesprochen wurde und mit einem 18-monatigen Berufsverbot belegt wurde. Bereits 1997 wurde ein weiteres Verfahren gegen Sydykowa angestrengt, nachdem diese kritisch über mehrere Korruptionsfälle im Zusammenhang mit einer staatlich betriebenen Goldmine berichtet hatte. Erneut wurde sie wegen Verleumdung verurteilt, eine Freiheitsstrafe wurde nach einem einmonatigen Aufenthalt Sydykowas in einem Arbeitslager in ein erneutes 18-monatiges Berufsverbot umgewandelt. Ein weiterer Prozess im Jahr 2000 endete mit einer Geldstrafe in Höhe des Jahresbudgets von Res Publica, sodass die Zeitung für mehrere Monate ihren Betrieb einstellen musste.
Die Fortsetzung der redaktionellen Tätigkeit wurde erst durch die Auszeichnung Sydykowas mit dem Courage in Journalismus Award (dt.: Auszeichnung für journalistischen Mut) der International Women’s Media Foundation ermöglicht. Sydykowa erhielt die Auszeichnung gemäß der Laudatio für „ihre unnachgiebige Berichterstattung zur Korruption in Kirgisistan und die Widerstandsfähigkeit, die sie gegen die Bemühungen der Regierung, ihre Zeitung zu schließen, bewies.“ Nach der Auszeichnung kündigte der damalige CEO von Time Warner, Richard Dean Parsons, an, die Zeitung im nächsten Jahr zu finanzieren, da ihn der Einsatz Sydykowas bewegt habe. Mit dem Preisgeld für die Auszeichnung und der Förderung durch Parsons konnte Sydykowa die Geldstrafe begleichen und damit den Betrieb ihrer Zeitung wieder finanzieren.

### Amtszeit als Botschafterin
Zu Beginn der 2000er-Jahre engagierte sich Sydykowa verstärkt in der politischen Opposition gegen Präsident Akajew und nutzte dabei ihre wachsende Bekanntheit in Kirgisistan und darüber hinaus. Insbesondere kritisierte sie die Regierung für die Einschränkungen der Pressefreiheit in Kirgisistan und die zahlreichen Fälle von Korruption. Im März 2005 unterstützte Sydykowa die Tulpenrevolution, die zur Absetzung Akajews und zur Einsetzung des Oppositionsführers Kurmanbek Bakijew als neuen Präsidenten führte. Bakijew nominierte kurz nach seiner Amtseinführung Sydykowa für das Amt der kirgisischen Botschafterin für die Vereinigten Staaten und Kanada. Von 2005 bis 2010 war Sydykowa als Botschafterin in Washington, D.C. tätig und arbeitete in dieser Funktion erst mit der Administration von George W. Bush und nach der Präsidentschaftswahl in den Vereinigten Staaten 2008 mit jener von Barack Obama zusammen. Ihre Amtszeit als Botschafterin endete mit dem Regierungswechsel in Kirgisistan 2010, der zur Absetzung von Präsident Bakijew zugunsten einer Übergangsregierung unter Rosa Otunbajewa führte. Infolge der veränderten politischen Verhältnisse in Kirgisistan kam es zu personellen Veränderungen, die auch eine Neubesetzung des Botschafterpostens in Washington beinhaltete.

### Tätigkeit in den Vereinigten Staaten
Auch nach dem Ende ihrer Zeit als Botschafterin blieb Sydykowa in den Vereinigten Staaten und wurde erneut als Journalistin tätig, wobei sie die wirtschaftlichen Beziehungen zwischen den Vereinigten Staaten und Zentralasien in den Mittelpunkt ihrer Arbeit stellte. Unter anderem war sie als Autorin für Radio Free Europe, als Expertin für den eurasischen Markt bei einer amerikanischen Beratungsfirma und als Unterstützerin von Demokratieförderung und Pressefreiheit vor allem in Zusammenarbeit mit dem National Democratic Institute for International Affairs tätig.